# Nitro Girls
Las Nitro Girls fue un equipo de la marca World Championship Wrestling (WCW).Eran una mezcla de luchadoras, cantantes y bailarinas, eran lo equivalente a la División de Divas en WWE.

## Historia
El grupo de las "Nitro Girls" se formaron en 1997 por Kimberly Page para la empresa de Eric Bischoff, y hicieron su debut el 14 de julio en Orlando (Florida), y se convirtieron en un buen espacio del entretenimiento de Monday Nitro.
Las "Nitro Girls" solían aparecer siempre cantando y bailando. Hicieron su debut en el programa WCW Monday Nitro el 7 de octubre en Minneapolis. Esa noche ocurrió un grave accidente, ya que una de las chicas del grupo tuvo un accidente en su pecho. Este incidente es recordado como "Nitro Nipple" (Pezón Nitro), aunque parece que este incidente causó curiosidad en la audiencia.
En el año 1999, el grupo organizó una competición para conseguir nuevos miembros del grupo, ya que era un poco reducido. La audiencia de este concurso tuvo una expectación de 4,4 millones de espectadores.
Las "Nitro Girls" hicieron algunas apariencias en los eventos principales de la WCW y hasta se rodó una película llamada Ready to Rumble, protagonizada por las "Nitro Girls". El grupo sería removido de la WCW, cuando Vince McMahon, dueño de la WWF, compró la empresa y creó la nueva y renombrada WWE.

## Diversity 5
El grupo de "Nitro Girls" formó un grupo de pop llamado Diversity 5, que tuvo bastante éxito, pero años después sería cancelado.

## Miembros del equipo
- AC Jazz
- Baby
- Beef
- Chae
- Chameleon
- Chiquita
- Fyre
- Fire
- Gold
- Kimberly
- Naught-A
- Silver
- Skye
- Spice
- Starr
- Storm
- Syren
- Tayo
- Tygress
- Whisper

(Algunas de estas luchadoras pasaron a la empresa WWE, cuando la WCW fue comprada por la WWF).
- Datos: Q25359442